# Boeing 720

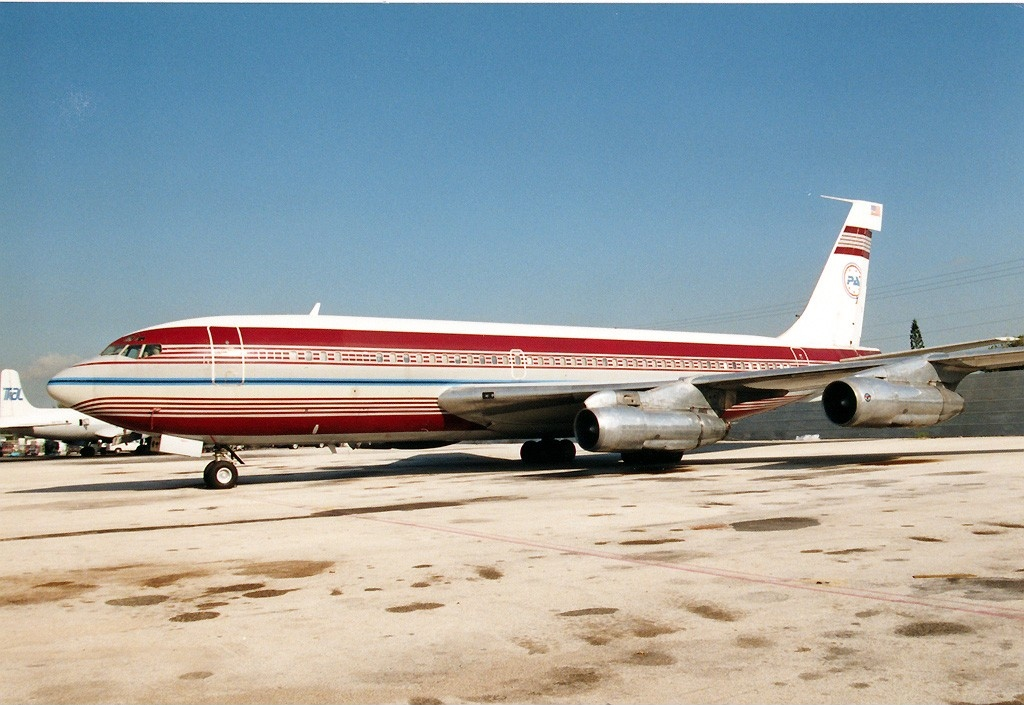
Unidad en Miami.

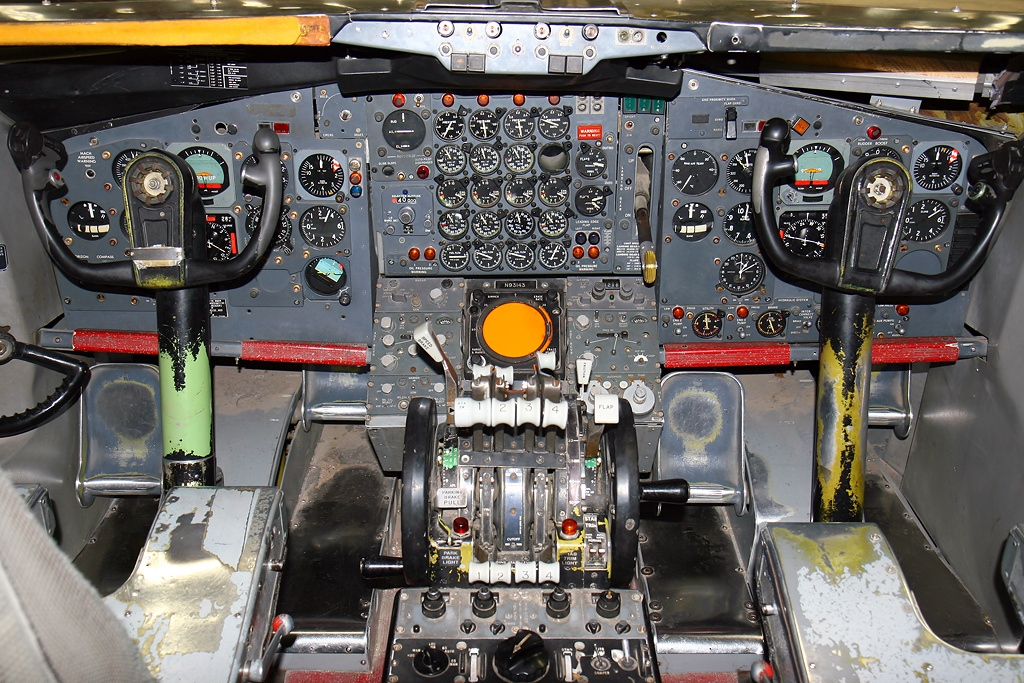
Cabina del Boeing 720.

El Boeing 720 es un avión para el transporte de pasajeros, creado en 1957. Conocido inicialmente como 707-020, es una versión más pequeña del Boeing 707-120, 5 metros más corta. Utiliza los motores Pratt & Whitney JT3D. Su primer vuelo fue en 1960 por United Airlines. Un año más tarde sus motores fueron reemplazados, y entonces pasó a llamarse 720B. Ese modelo era más silencioso y económico. Tuvo su primer vuelo también con United Airlines.

## Historia
En 1957, Boeing lanzó una versión específica del B707 de mediano y corto alcance vuelos, conocido inicialmente como B707-020 y luego comercializados como B720. El fuselaje se acortó 5 metros en relación con el B707-320, y acomodó hasta 165 pasajeros. El diseño del ala era nuevo. Como era más ligero, su rendimiento de operación fue superior a otros modelos.
El primer prototipo voló en noviembre de 1959 y fue aprobado por la Administración Federal de Aviación (FAA) en junio de 1960. El inicio de las operaciones fue en julio del mismo año por United Airlines.
Una versión remotorizada, conocida como 720B, equipado con cuatro JT3D PW-1 o JT3D-3, de menor consumo y mayor alcance, hizo su primer vuelo con American Airlines en marzo de 1961. En la actualidad, solo hay dos aviones en funcionamiento.

## Características
- Longitud (m): 41,68
- Envergadura (m): 39,88
- Altura (m): 12,67
- Motores / Flotabilidad: 4 × JT3C PW-7 (5670 kg)
- Peso max. al despegue (kg): 106.141
- Vel. crucero: 972 km/h
- MMO / VMO: 0,82 Mach
- Rango (km): 6687
- Tripulación de vuelo: 3
- Pasajeros: 124
- Primer vuelo: noviembre de 1959
- Unidades producidas: 141

## Operadores

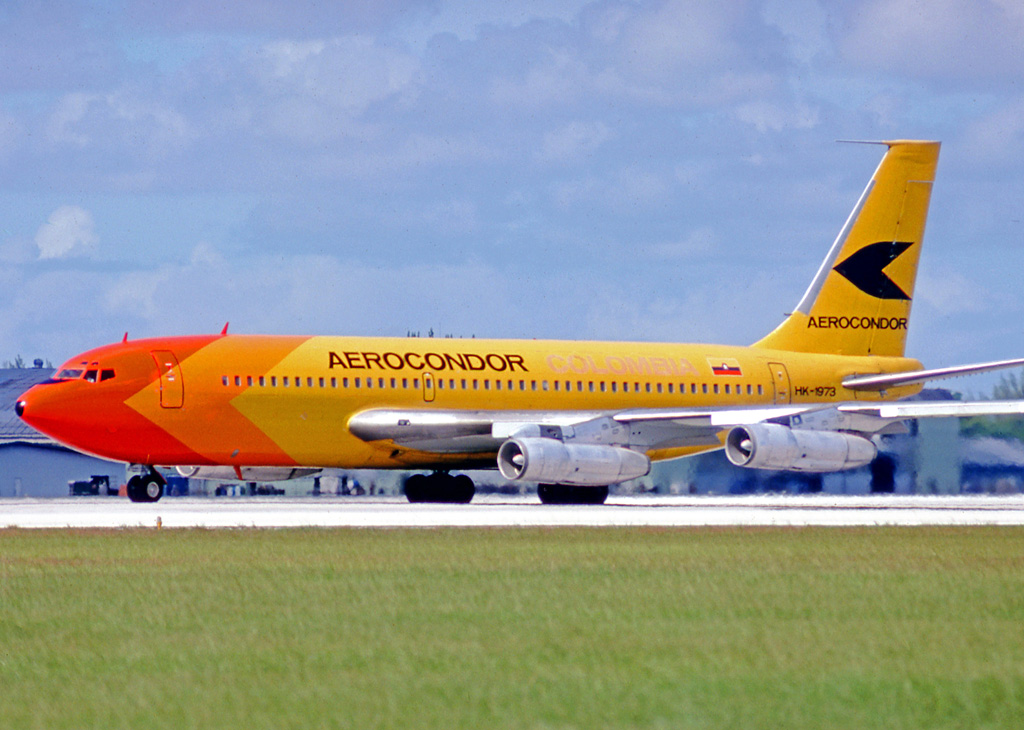
Boeing 720-032B (HK-1973) de Aerocondor Colombia en Miami (1975).

Las siguientes compañías aéreas han operado el Boeing 720:
 Alemania
- Lufthansa ocho 720B, entre 1961 y 1962.

 Colombia
- Aerocondor dos 720B, entre 1972 y 1980.
- Aerotal un 720B arrendado.
- Avianca cuatro 720B, entre 1961 y 1969.
- SAM Colombia tres 720B, entre 1977 y 1980

 Ecuador
- Ecuatoriana de Aviación cuatro 720B entre 1975 y 1984.

 Estados Unidos
- American Airlines diez 720, en 1960 y quince 720B en 1961.
- Braniff International cinco 720, entre 1961 y 1963.
- Continental Airlines ocho 720B, entre 1962 y 1966.
- Eastern Air Lines quince 720, entre 1961 y 1962.
- Federal Aviation Administration, un 720 en 1961.
- Northwest Airlines trece 720B, entre 1961 y 1964.
- Pacific Northern Airlines dos 720 en 1962.
- United Airlines veintinueve 720, entre 1960 y 1962.
- Western Airlines veintisiete 720B, entre 1961 y 1967.

 Etiopía
- Ethiopian Airlines tres 720B, entre 1962 y 1965.

 Guatemala
- Aviateca tres 720B, entre 1977 y 1979.

 Irak
- Iraqi Airways dos 720B arrendados en 1975.

 Irlanda
- Aer Lingus tres 720, entre 1960 y 1961.

 Israel
- El Al dos 720B, en 1962.

 Jordania
- Royal Jordanian dos 720B, entre 1972 y 1983.

 Pakistán
- Pakistan International Airlines cuatro 720B, entre 1961 y 1965.